# الريان (مسلسل)
الريان ، مسلسل تلفزيوني مصري عرض في رمضان 1432هـ/2011م.

## قصة المسلسل
يتناول المسلسل سيرة رجل الأعمال المصري الشهير أحمد الريان، الذي كان مثار جدل كبير في ثمانينيات القرن الماضي لاتهامه في قضايا توظيف أموال وعمليات نصب ضخمة، تم في النهاية الحكم عليه وحبسه لمدة 23 عاماً.

## أشقاؤه
| رقم | الاسم                                        | ملاحظات                     | مؤدي الدور في المسلسل |
| --- | -------------------------------------------- | --------------------------- | --------------------- |
| 1   | فتحي توفيق عبد الفتاح الجبري (فتحي الريان)   | الشقيق الأكبر لأحمد الريان  | باسم سمرة             |
| 2   | حسنية توفيق عبد الفتاح الجبري (مديحة الريان) | الشقيقة الكبرى لأحمد الريان | صفاء جلال             |
| 3   | أحمد توفيق عبد الفتاح الجبري (أحمد الريان)   | --                          | خالد صالح             |
| 4   | محمد توفيق عبد الفتاح الجبري (محمد الريان)   | الشقيق الأصغر لأحمد الريان  | أحمد صفوت             |

## بطولة
- خالد صالح: أحمد الريان
- باسم سمرة: فتحي الريان
- صلاح عبد الله: توفيق الريان
- أحمد صفوت: محمد الريان
- ريهام عبد الغفور: بدرية
- درة: سميحة
- حجاج عبد العظيم: حبشي
- صفاء جلال: مديحة الريان
- مروة عبد المنعم: هناء
- جمال إسماعيل
- خالد سرحان : أشرف السعد
- أحلام الجريتلي
- هبة الأباصيري
- ريهام أيمن
- إيناس عز الدين: صباح زوجة أحمد الريان الثانية
- إيناس كامل: أمل زوجة أحمد الريان الثالثة
- أميرة نايف: منيرة زوجة توفيق الريان الثانية
- ندى عادل: نعمة
- صبري عبد المنعم
- رؤوف مصطفى
- علاء زينهم
- سعيد الصالح
- عثمان محمد علي
- مجدي بدر
- فايق عزب